# Arnaldo Antunes

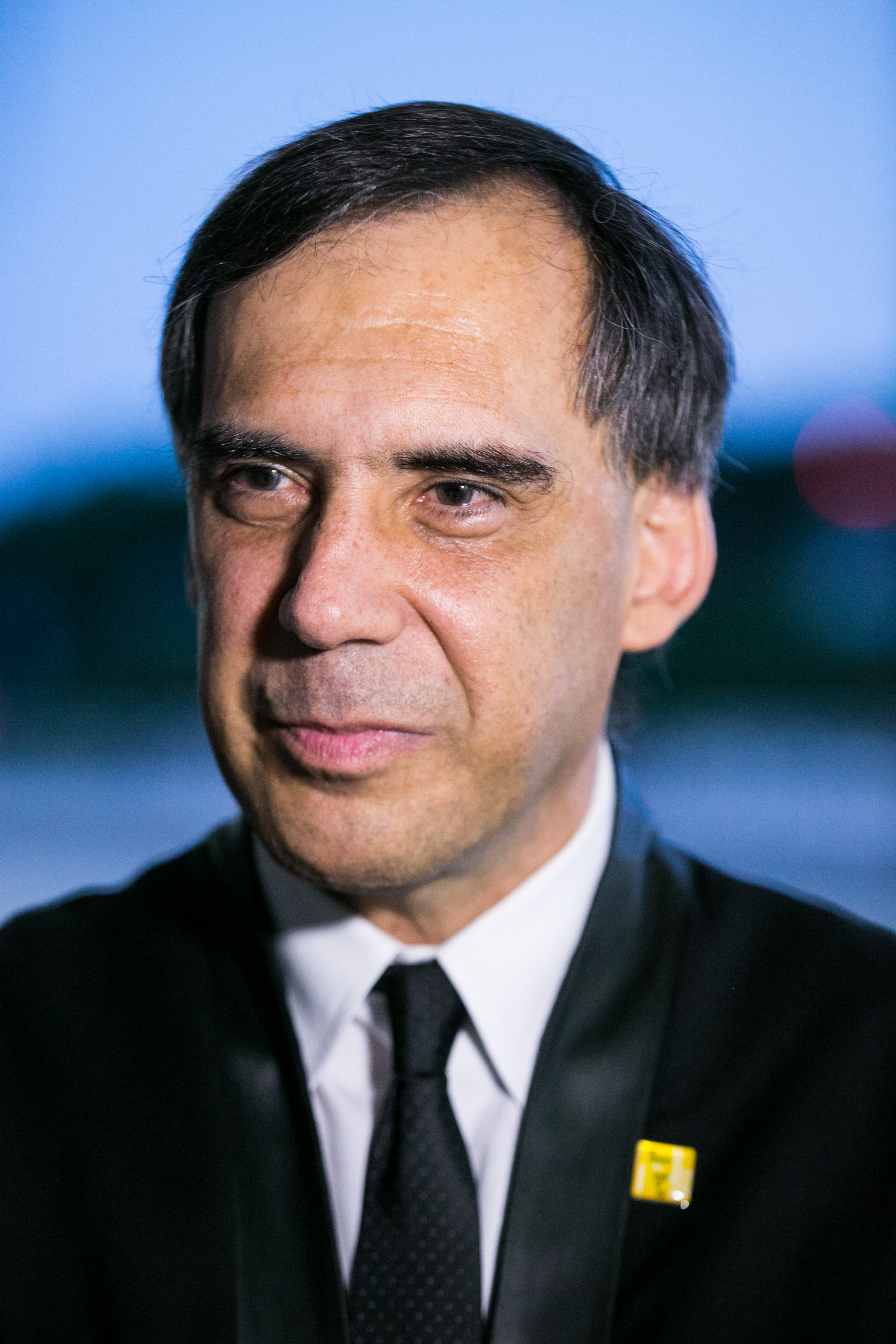
Arnaldo Antunes bei der Verleihung des Ordens für Kulturelle Verdienste (OMC) 2015

Arnaldo Augusto Nora Antunes Filho (* 2. September 1960 in São Paulo) ist ein brasilianischer Schriftsteller und Musiker. Er nahm unter anderem 2004 an der Festa Literária Internacional de Paraty und 2008 am Poesiefestival Berlin teil.

## Werdegang
Antunes wuchs als fünftes von sieben Kindern in São Paulo auf. 1967 bis 1972 besuchte er die „Luís de Camões“-Schule ebendort. Im darauffolgenden Jahr wechselte er auf die „PUC SP“-Schule, auf der er sich schnell für artistische Sprachen und Gedichte begeistern konnte. Zu dieser Zeit verfasste er seine ersten Gedichte. 1975 wechselte er ein weiteres Mal auf das „Colégio Equipe“, auf dem die meisten der Bandmitglieder der Titãs waren und gelangte so in die engeren Kreise der Band, mit der er auch international Erfolge verbuchen konnte.
Lange später, 1993, nachdem er seinen nach Rio de Janeiro gezogenen Eltern zum Trotz mit seiner Frau in São Paulo geblieben war, veröffentlichte er sein erstes Solo-Album „Nome“, auf dem er unter anderem auch mit Künstlern wie Marisa Monte und João Donato kollaborierte. Seine Bezüge zur brasilianischen Heimat und Musik verlor er dennoch nicht, vielmehr half er bis dahin eher unbekannten Bands und Künstlern, wie z. B. Curumin, bei Auftritten im Ausland. Auch in den nächsten Jahren blieb er musikalisch aktiv und es erschienen viele weitere Alben und vor allem Bücher unter seinem Namen.

## Diskografie

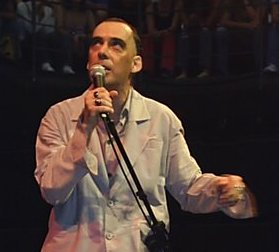
Arnaldo Antunes im Centro Cultural São Paulo, 2007

### Soloalben
- Nome (1993)
- Ninguém (1995)
- O Silêncio (1996)
- Um Som (1998)
- O Corpo (2000)
- Paradeiro (2001)
- Tribalistas (2002) (zusammen mit Marisa Monte und Carlinhos Brown)
- Saiba (2004)
- Qualquer (2006)
- Iê Iê Iê (2009)

### Als Bandmitglied der Titãs
- Titãs (1984)
- Televisão (1985)
- Cabeça Dinossauro (1986)
- Jesus Não Tem Dentes no País dos Banguelas (1987)
- Õ Blésq Blom (1989)
- Tudo ao Mesmo Tempo Agora (1991)

## Bücher
- Ou e (1983)
- Psia (1986)
- Tudos (1990)
- As Coisas (1992) – Prêmio Jabuti de Poesia (1993)
- Nome (1993)
- 2 ou + Corpos no Mesmo Espaço (1997)
- Doble Duplo (2000)
- 40 Escritos (2000)
- Outro (2001)
- Palavra Desordem (2002)
- ET Eu Tu (2003)
- Antologia (2006)
- Frases do Tomé aos Três Anos (2006)
- Como É que Chama o Nome Disso (2006)
- Melhores Poemas (2010)
- n.d.a. (2010)
- Animais (2011)
- Outros 40 (2014)
- Agora aqui ninguém precisa de si (2015)
- Família (2015) – zusammen mit Tony Bellotto